# Longeville-en-Barrois
Longeville-en-Barrois [lɔ̃ʒvil ɑ̃ baʁwa] ist eine Gemeinde im Nordosten Frankreichs mit 1.092 Einwohnern (Stand: 1. Januar 2022) im Département Meuse in der Region Grand Est (vor 2016: Lothringen). Sie gehört zum Arrondissement Bar-le-Duc und zum Kanton Bar-le-Duc-1.

## Geografie
Longeville-en-Barrois liegt am Ornain, etwa vier Kilometer südöstlich des Stadtzentrums von Bar-le-Duc. Umgeben wird Longeville-en-Barrois von den Nachbargemeinden Bar-le-Duc im Nordwesten und Norden, Resson im Norden und Nordosten, Silmont im Nordosten und Osten, Tannois im Südosten und Süden, Montplonne im Süden und Südwesten sowie Savonnières-devant-Bar im Westen.
Durch die Gemeinde führt die Route nationale 135.

## Bevölkerungsentwicklung

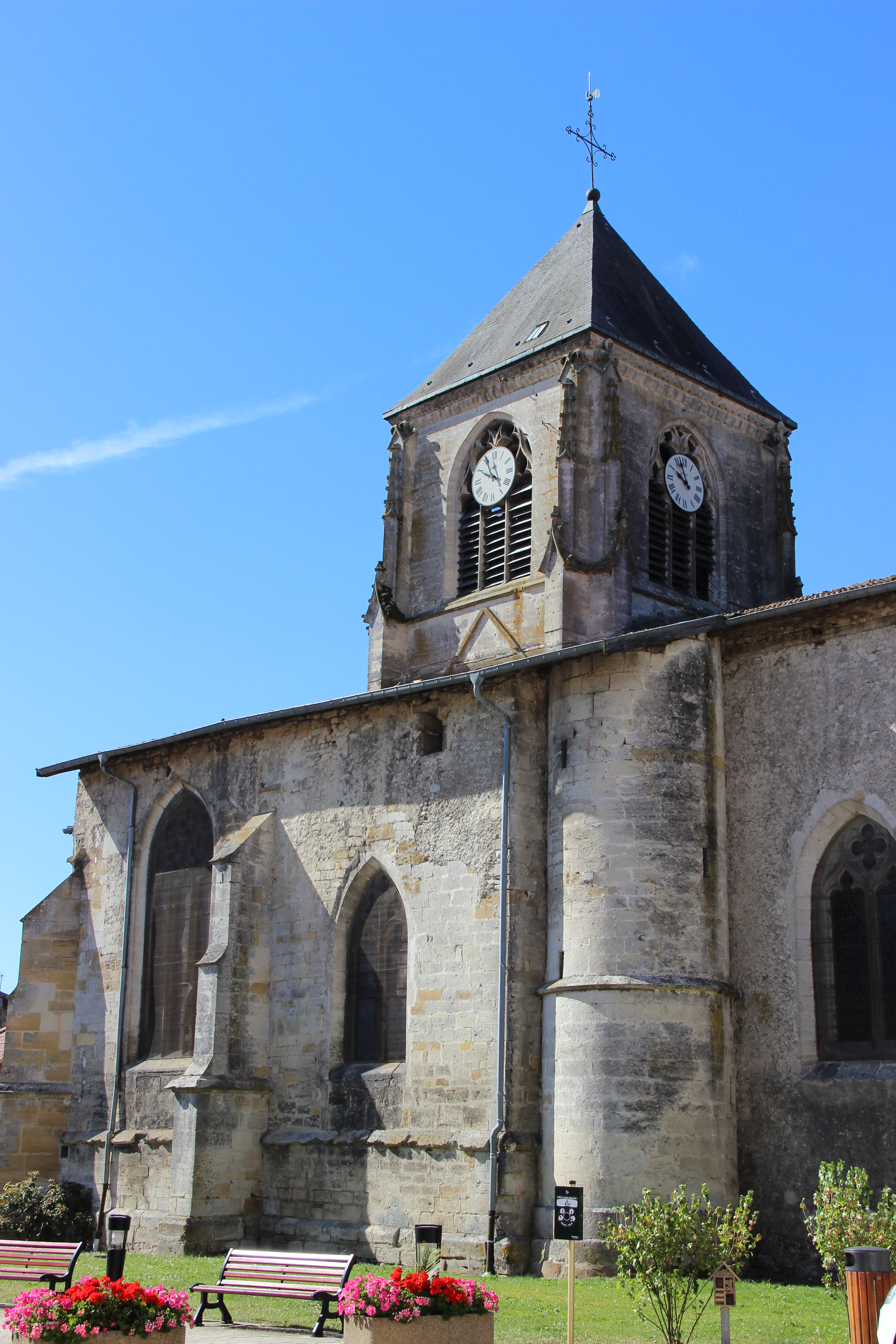
Kirche Saint-Hilaire

| Jahr                       | 1962 | 1968 | 1975 | 1982 | 1990 | 1999 | 2006 | 2019 |
| Einwohner                  | 1004 | 1066 | 1113 | 1149 | 1229 | 1263 | 1189 | 1129 |
| Quellen: Cassini und INSEE |      |      |      |      |      |      |      |      |

## Sehenswürdigkeiten
- Kirche Saint-Hilaire aus dem 15./16. Jahrhundert